# Marie Matějovská
Marie Matějovská (16. února 1896 Příbram-Žežice – 26. dubna 1980 Postřelmov) byla česká pedagožka, spisovatelka, píšící i slovensky, pseudonym M. Ryzecká.

## Životopis
Rodiče Marie byli František Matějovský (1864/1865) rolník ze Žežic, matka Marie Matějovská-Kšandová (1870/1871), svatbu měli 13. 2. 1888. Měla sedm sourozenců, mj. tři starší bratry: Aloise Matějovského (22. 3. 1889), Josefa Matějovského (19. 2. 1891) a Františka Matějovského (14. 4. 1893) a mladší sestru Josefu Matějovskou.
Marie Matějovská roku 1915 vystudovala učitelský ústav v Praze. Učila nejdříve v Čechách – v Jindřichovicích, Veckovicích, Týnci a v Klatovech. Roku 1923 byla vyslána do Bulharska, kde působila na slovenské škole v Gorni Mitropoliji. Po dvou letech se vrátila na Slovensko, kde učila v Bratislavě na cvičné škole u zdejšího učitelského ústavu. Roku 1937 byla pověřená správou nově založeného francouzského gymnázia v Bratislavě. Koncem roku 1938 byla donucena k odchodu ze Slovenska. Usadila se na Moravě, kde v Brně působila jako učitelka. Zde vystoupila 5. 6. 1939 z církve katolické.
Psala články o školské hygieně, sociologii dítěte a spolupráci školy s rodiči, črty ze života našich duševních vůdců. Byla mj. členkou Slovenské pedagogické společnosti, Odboru přátel literatury pro mládež. V Bratislavě bydlela na adrese Lazaretská 3.

## Dílo

### Spisy
- Milan Rastislav Štefánik – slovensky. Praha: Melantrich, 1922
- Korene našej národnej výchovy: [príspevky k občianskej výchove v ľudovej škole] – Maria a František Matějovský. Praha: Státné nakladateľstvo, 1929
- K tatíčkovi Masarykovi na Bystričku, na Hrad a do Lán – Praha; Bratislava: Štátne nakladateľstvo, 1936
- Potměšilý škůdce budování socialismu v naší vlasti – Marie Matějovská; Jaroslav Němec. Brno: Československý Červený kříž, 1951

### Jiné
- President Dr Edvard Beneš – upravila Marie Matějovská. Brno: Pokorný a spol., 1945
- Sborník z II. konference okresních důvěrníků Dorostu ČSČK ze země Moravskoslezské a krajských důvěrníků Dorostu ČSČK z celé ČSR v |Dolní Rožínce ve dnech 3. července 1947–12. července 1947 – sestavila redakční rada za řízení M. Matějovské. Brno: Dorostový odbor divise ČSČK, 1947